# دورمان بريدغمان إيتون
دورمان بريدغمان إيتون (بالإنجليزية: Dorman Bridgman Eaton)‏ هو محامي أمريكي، ولد في 27 يونيو 1823، وتوفي في 23 ديسمبر 1899.